# Lluís Carles de Borbó-Dues Sicílies
Lluís Carles de Borbó-Dues Sicílies   (Nàpols, 19 de juliol de 1824 - París, 5 de març de 1897) Príncep de les Dues Sicílies amb el tractament d'altesa reial.

## Biografia
Nascut a la ciutat de Nàpols, capital del Regne de les Dues Sicílies, el dia 19 de juliol de 1824, essent fill del rei Francesc I de les Dues Sicílies i de la infanta Maria Isabel d'Espanya. Lluís Carles era net per via paterna del rei Ferran I de les Dues Sicílies i de l'arxiduquessa Maria Carolina d'Àustria, mentre que per via materna ho era del rei Carles IV d'Espanya i de la princesa Maria Lluïsa de Borbó-Parma.
El dia 29 d'abril de 1844 es casà a Nàpols amb la princesa Januaria del Brasil, filla del rei Pere IV de Portugal i de l'arxiduquessa Maria Leopoldina d'Àustria. La parella tingué quatre fills:
- SAR el príncep Lluís de Borbó-Dues Sicílies, comte de Roccaguglielma, nat el 1845 a Nàpols i mort a Niça el 1909. Es casà a Nova York el 1869 morganàticament amb Amelia Bellow-Hamel.
- SAR la princesa Maria Isabel de Borbó-Dues Sicílies, nada a Nàpols el 1846 i morta a Nàpols el 1859.
- SAR el príncep Felip de Borbó-Dues Sicílies, nat a Nàpols el 1847 i mort a París el 1922. Es casà morganàticament a Londres el 1882 amb Flora Boonen.
- SAR la princesa Maria Manuela de Borbó-Dues Sicílies, nada a Nàpols el 1851 i morta a Nàpols el mateix 1851.

Lluís Carles morí a París l'any 1891.